# 五稜郭站
五稜郭站（日语：／ Goryōkaku eki */?）位於北海道函館市龜田本町64，是北海道旅客鐵道（JR北海道）與道南漁火鐵道的鐵路車站，管理權歸北海道旅客鐵道。而車站範圍內同時設有由日本貨物鐵道（JR貨物）管理的函館貨運站。

## 車站構造

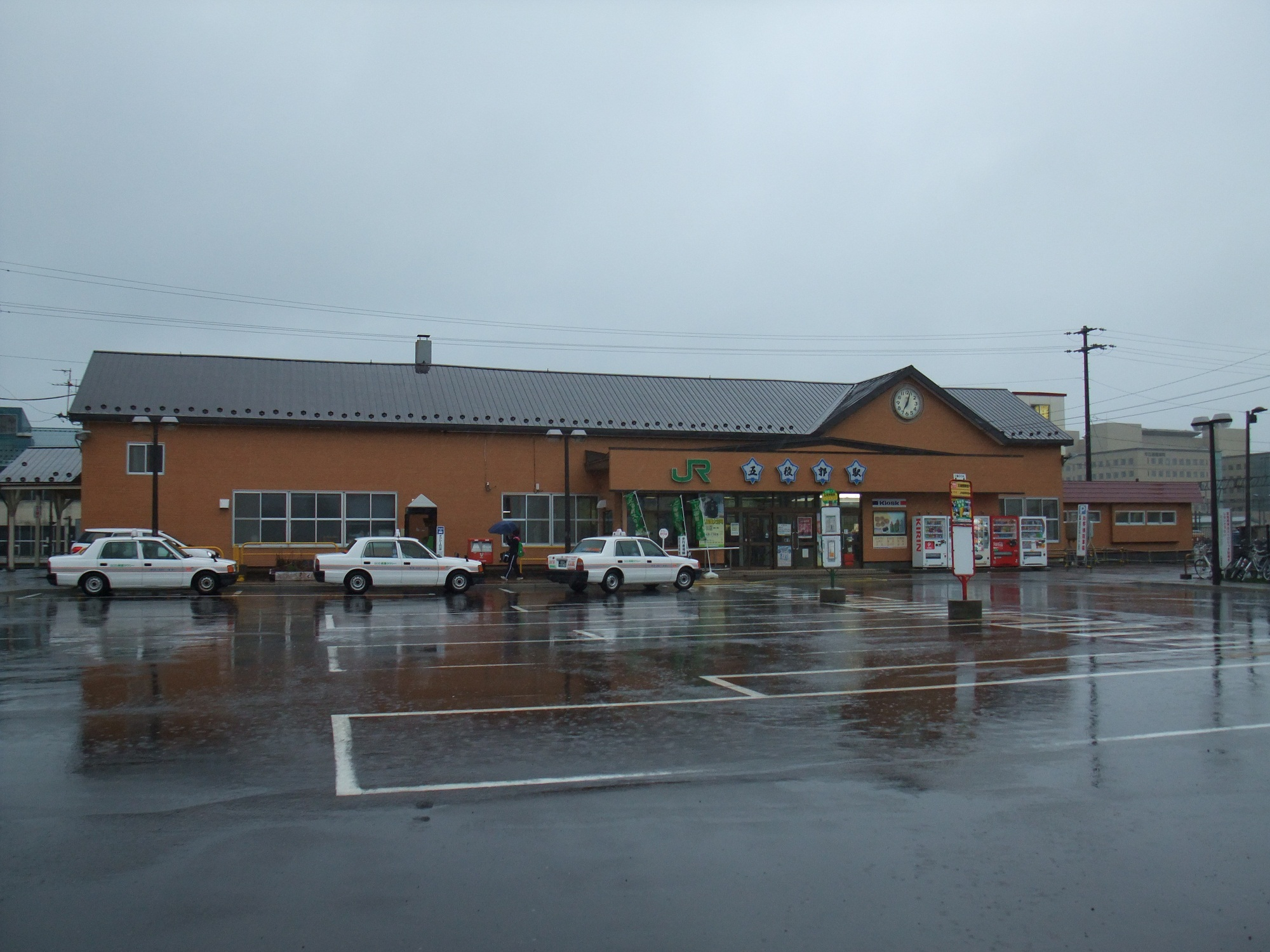
五稜郭站站房（2012年）

島式月台2面4線的地面車站。月台編號是以最靠近車站大樓的月台起計算，依序為3、4、5、6號月台。

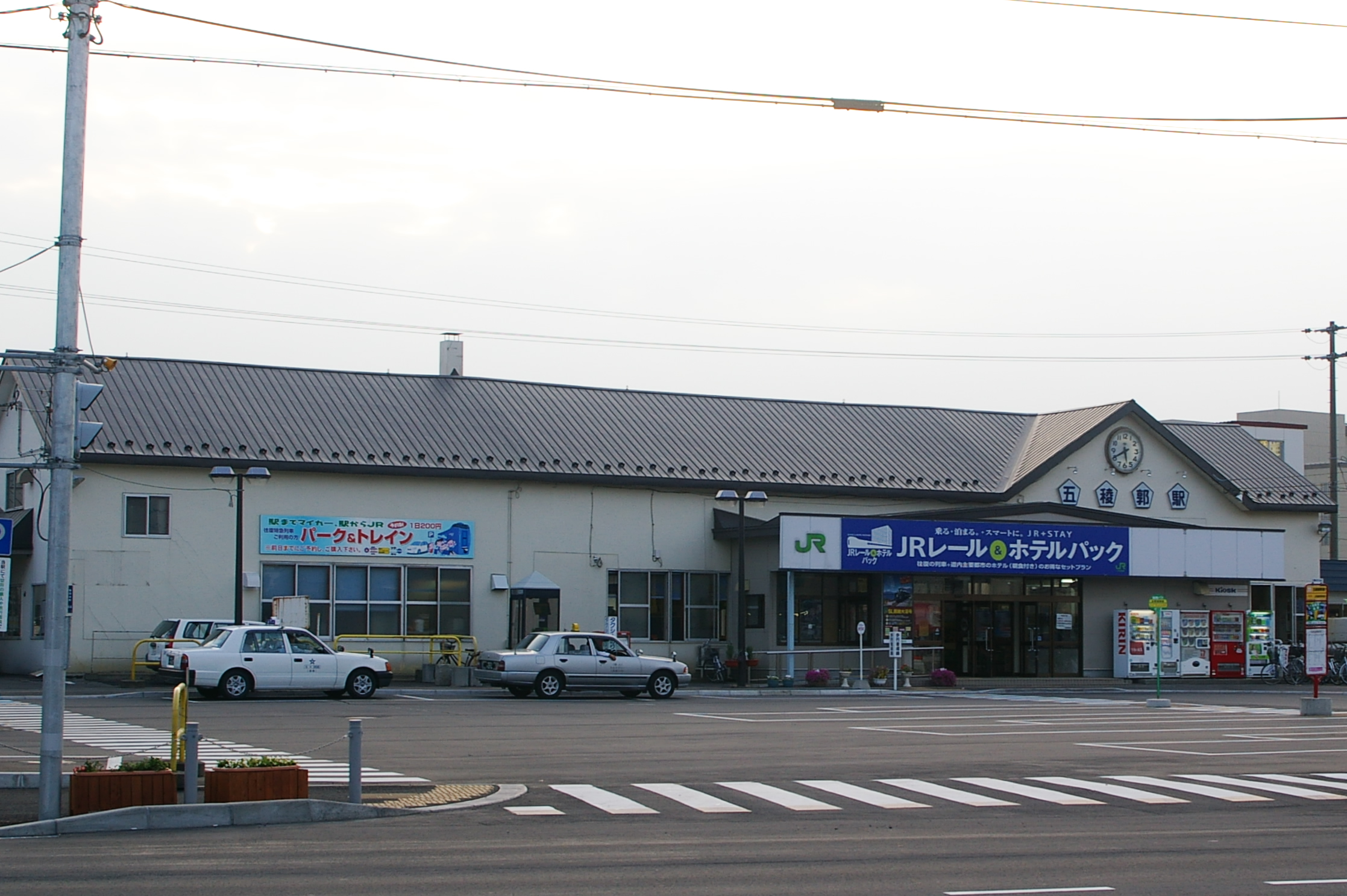
改建前站舍 （2006年8月）
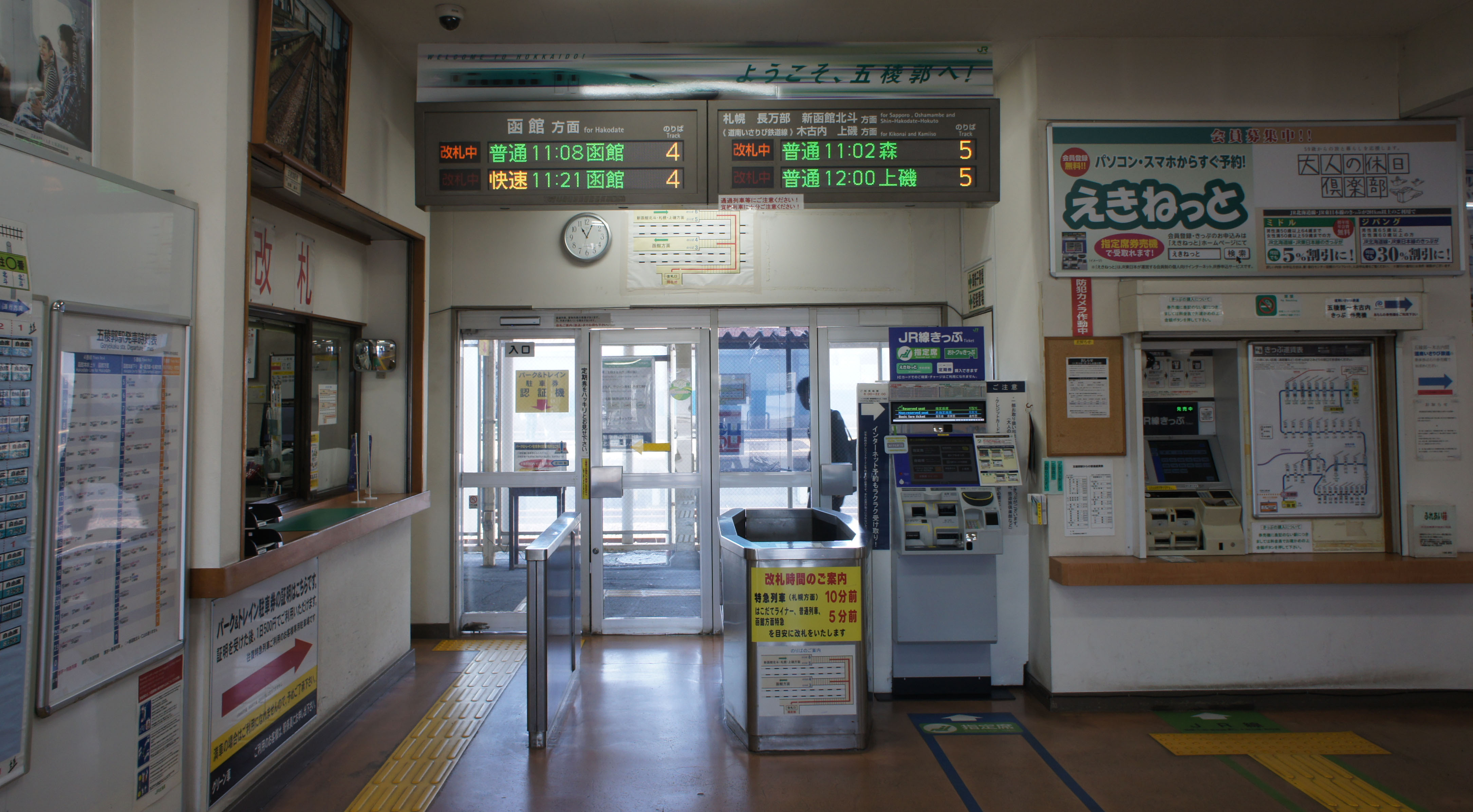
檢票口（2019年4月）
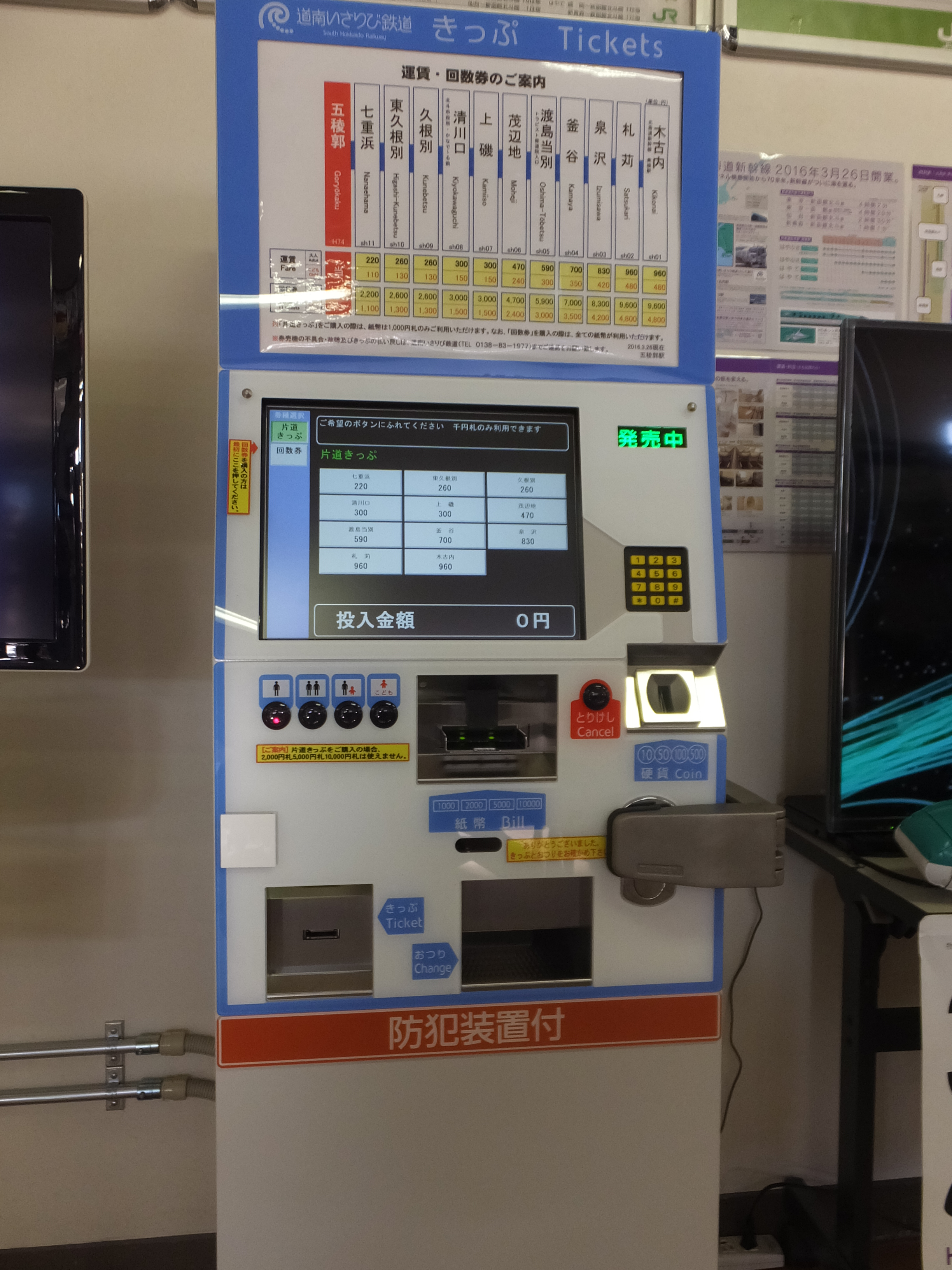
道南漁火鉄道専用自動售票機 （2016年3月）
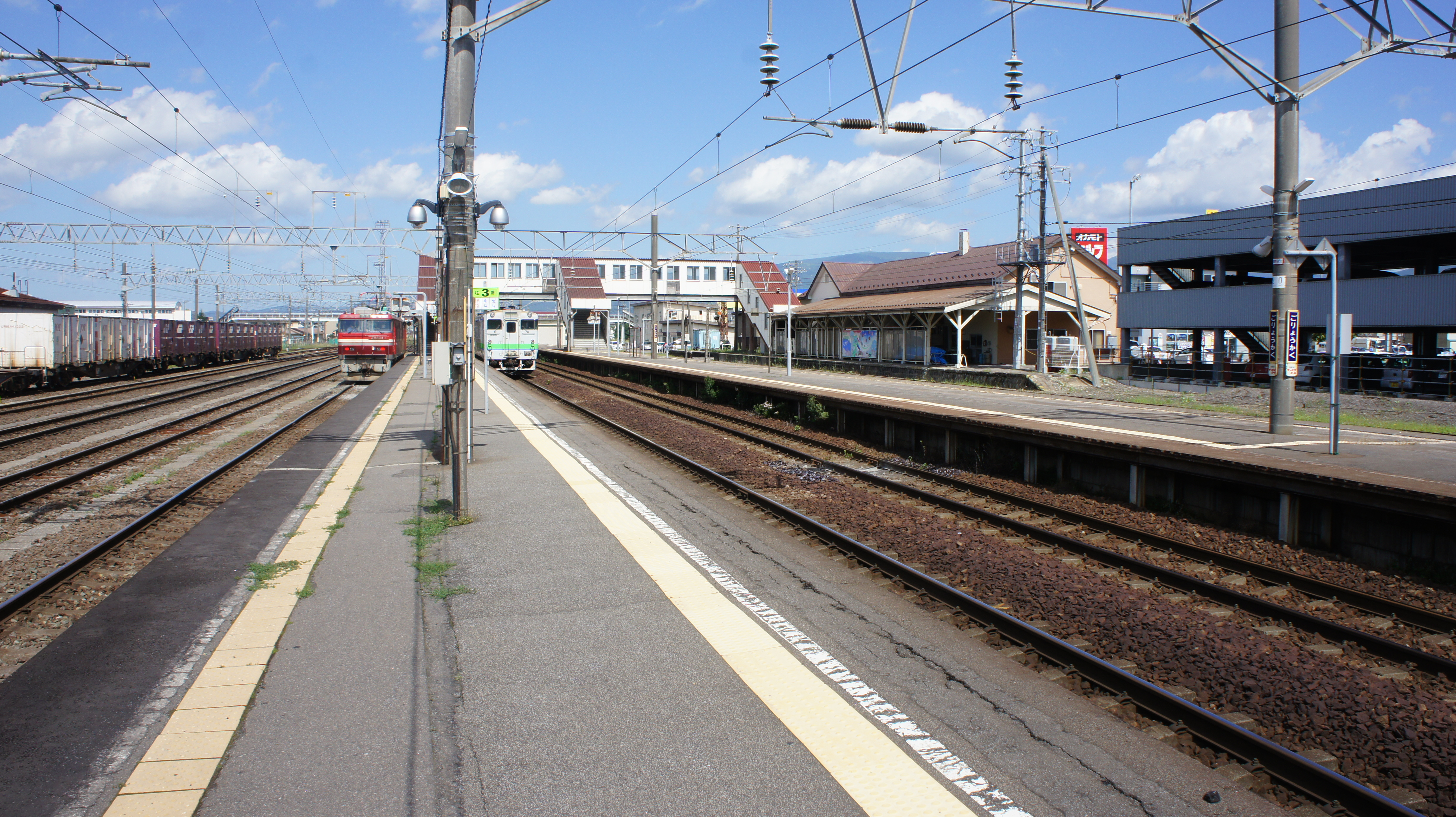
站臺（2017年8月）
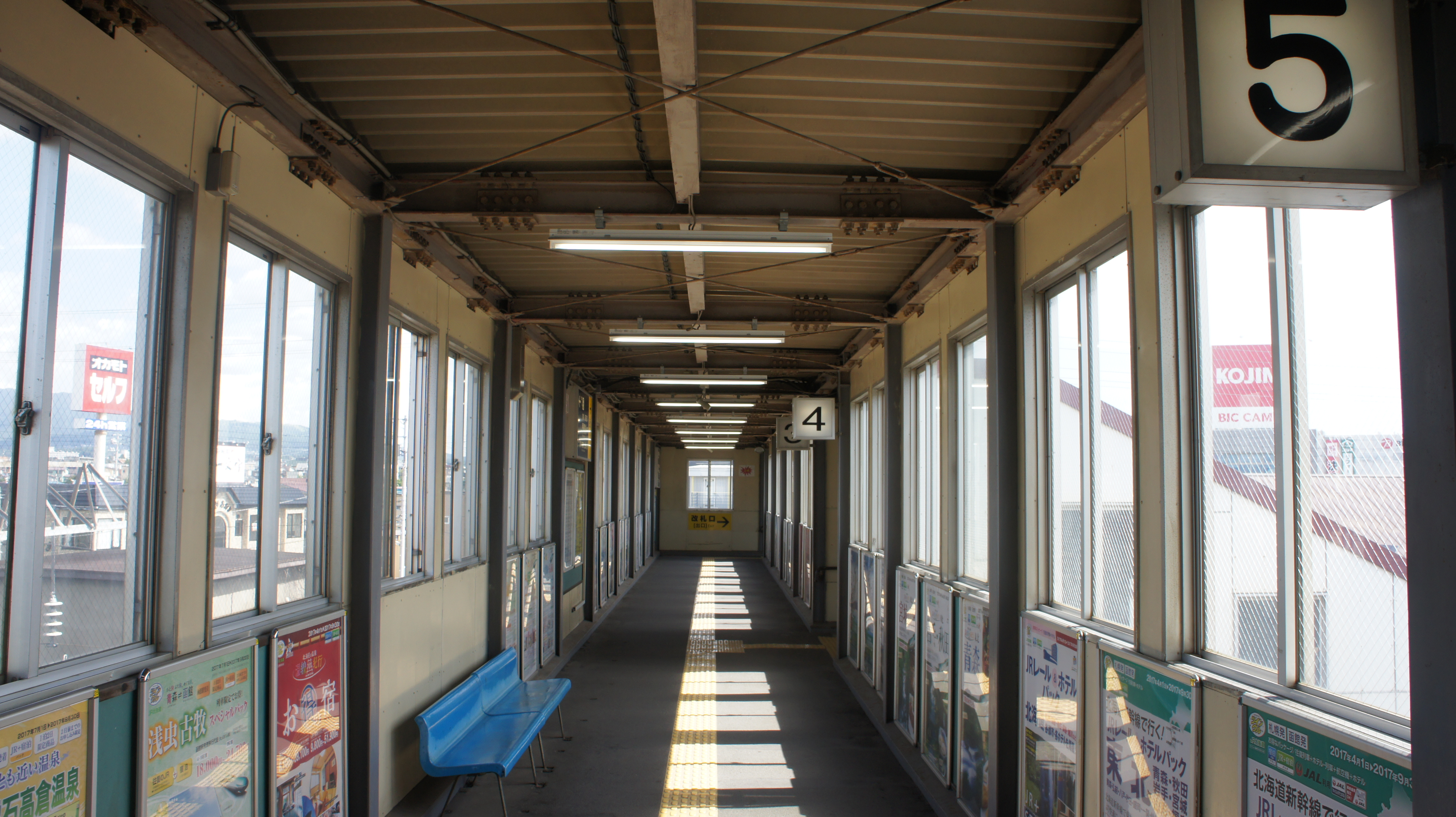
跨線橋（2017年8月）
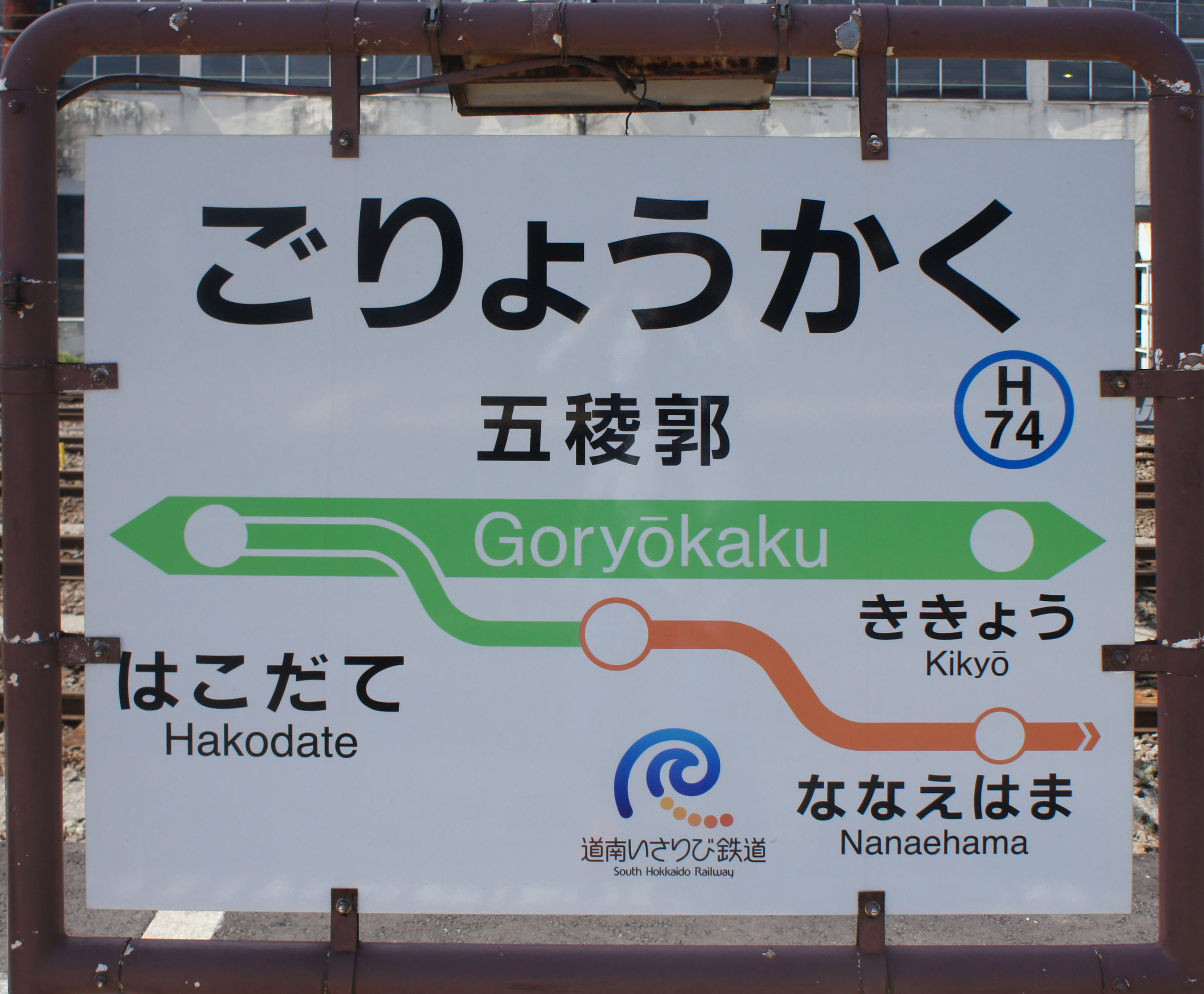
站名標（2017年8月）

### 月台配置
| 月台 | 路線            | 方向            | 目的地                                     |
| ---- | --------------- | --------------- | ------------------------------------------ |
| 3    | （待避綫）      | （待避綫）      | （待避綫）                                 |
| 4    | ■函館本線       | 上行            | 函館方向                                   |
| 5    | ■函館本線       | 下行            | 新函館北斗、大沼公園、森、長萬部、札幌方向 |
| 5    | ■道南漁火鐵道線 | ■道南漁火鐵道線 | 上磯、木古內方向                           |
| 6    | （預留月台）    | （預留月台）    | （預留月台）                               |

## 車站週邊
- JR北海道五稜郭車輛所
- JR北海道函館運輸所青函派出所
- JR貨物五稜郭機務段
- 五稜郭：位於車站東方約2公里處，步行距離較遠。因此如果要至五稜郭公園觀光，利用函館市交通局所屬的函館巴士（函館バス）在「五稜郭公園前」站牌下車，會是更為便利的大眾運輸方式，就連位於函館站售票機上的旅客資訊，也寫上「往五稜郭，使用市電和巴士更便利」的提示。
- 道立函館美術館
- 龜田温泉
- 五稜郭驛前郵局（無集配特定局）

## 歷史
- 1911年（明治44年）9月1日：本站作爲鐵道省函館本線的車站開業[1][2]。
- 1913年（大正2年）9月15日：鐵道省上磯輕便線本站 - 上磯站間開業[3][2]。
- 1922年（大正11年）9月2日：上磯輕便線改名爲上磯線。
- 1936年（昭和11年）11月10日：上磯線改名爲江差線。
- 1942年（昭和17年）12月27日：函館本線函館站 - 本站間複線化[4][5]。
- 1943年（昭和18年）1月10日：五稜郭操車場設置，部份啟用[6]。
- 1944年（昭和19年）9月30日：函館本線本站 - 桔梗站間複線化[7][5]。
- 1949年（昭和24年）6月1日：日本国有鉄道法施行，移交日本國有鐵道。
- 1977年（昭和52年）10月：站舎改築[6]。
- 1987年（昭和62年）4月1日：國鐵分割民營化，本站由北海道旅客鐵道（JR北海道）及日本貨物鐵道（JR貨物）繼承。江差線本站 - 木古内站間啟用CTC。
- 1988年（昭和63年）3月13日：海峽線開業[8]、函館本線函館站 - 本站間，江差線本站 - 木古内站間電氣化（交流20,000V，50Hz）。
- 1997年（平成9年）10月1日：快速「海峡」、特急「初雁號列車」（はつかり）所有班次列車停靠，早晨與深夜時特急「北斗」、「超級北斗」部分列車停靠。
- 2002年（平成14年）12月1日：時刻表修訂，快速「海峡」、特急「初雁號」廢止。成爲特急「白鳥」、「超級白鳥」的停車站。[報道 1]。
- 2007年（平成19年）
  - 10月1日：開始使用車站編號[報道 2]。
- 2011年（平成23年） 8月5日：爲紀念開業100周年車站外部翻新，將站名標圖案變爲代表五棱郭的星形[新聞 1]。
- 2013年（平成25年）11月1日：特急「北斗」、「超級北斗」全列車停靠本站[報道 3]。
- 2016年（平成28年）
  - 3月26日：北海道新幹線新青森站 - 新函館北斗站間開通、函館本線本站 - 新函館北斗站間電化（交流20,000V・50Hz）[報道 4]。江差線本站 - 木古内站間由JR北海道分離[報道 4]、移交給道漁火鉄道[報道 5]。路線名變更爲道南漁火鐵道線[報道 6]。五稜郭站成爲JR北海道和道南漁火鐵道共同使用的車站。
  - 10月14日：開始使用指定席售票機。
- 2022年（令和4年）：導入對話售票機[報道 7]。
- 2024年（令和6年）3月16日：導入自動票閘，開始可以使用IC卡「Kitaca」[報道 8][報道 9][報道 10]。

## 五稜郭站前停留場
函館市交通局函館市電車於1955年（昭和30年）11月27日延長本線時（鐵道工場前－五稜郭站前）所新設此車站。在1978年（昭和53年）11月1日廢除部份本線時（瓦斯會社前－五稜郭站前）被廢除。
車站屬於2面1線模式。並於2005年（平成17年）因為國道5號的擴建工程而被拆除。

## 相鄰車站
北海道旅客鐵道（JR北海道）
■函館本線
快速「函館Liner」
函館（H75）－五稜郭（H74）－新函館北斗（H70）
普通（包括普通「函館Liner」）
函館（H75）－五稜郭（H74）－桔梗（H73）
- 此站開業前的1902年（明治35年）12月10日至1911年（明治44年）8月29日，函館站－此站之間曾設有龜田站。

道南漁火鐵道
■道南漁火鐵道線
（函館（H75）－）五稜郭（H74）－七重濱（sh11）

### 曾經存在的路線
函館市交通局（函館市電）
本線（1978年11月1日廢除）
鐵道工場前－五稜郭站前

## 脚注
1. ↑  『写真で見る北海道の鉄道』 上巻 国鉄・JR線 311頁
2. 1 2  『日本鉄道旅行地図帳―全線・全駅・全廃線―』1号・北海道 26頁
3. ↑  『写真で見る北海道の鉄道』 上巻 国鉄・JR線 158-159頁
4. ↑  『北海道鉄道百年史』下巻 55頁
5. 1 2  『北海道鉄道百年史』下巻 巻末年表
6. 1 2  『道南鉄道100年史 遥』
7. ↑  『北海道鉄道百年史』下巻 56頁
8. ↑  『写真で見る北海道の鉄道』 上巻 国鉄・JR線 164-165頁

## 外部連結
- JR北海道五稜郭站公式網頁。（页面存档备份，存于）（日語）
- 道南漁火鐵道五稜郭站公式網頁。（页面存档备份，存于）（日語）
- 北海道故鄉的車站（北海道新聞社）（日語）